# Colmore Row
Colmore Row es una calle del centro de Birmingham, Inglaterra, que discurre desde Victoria Square hasta justo pasada la estación de Snow Hill. Ha sido tradicionalmente la dirección de oficinas más prestigiosa de la ciudad. Colmore Row y sus alrededores fueron designados un área protegida en 1971, que fue ampliada dos veces en 1985. Solo Colmore Row tiene 23 edificios protegidos, de los cuales dos están catalogados con Grado I y dos con Grado II*.

## Historia

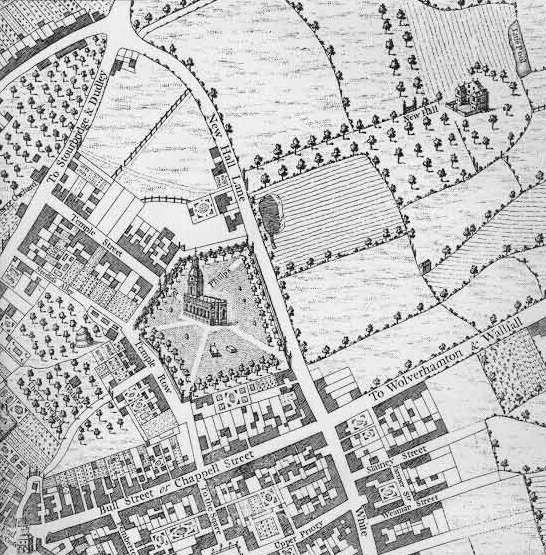
Colmore Row, con el nombre de New Hall Lane, en el mapa de 1731 de William Westley de Birmingham.

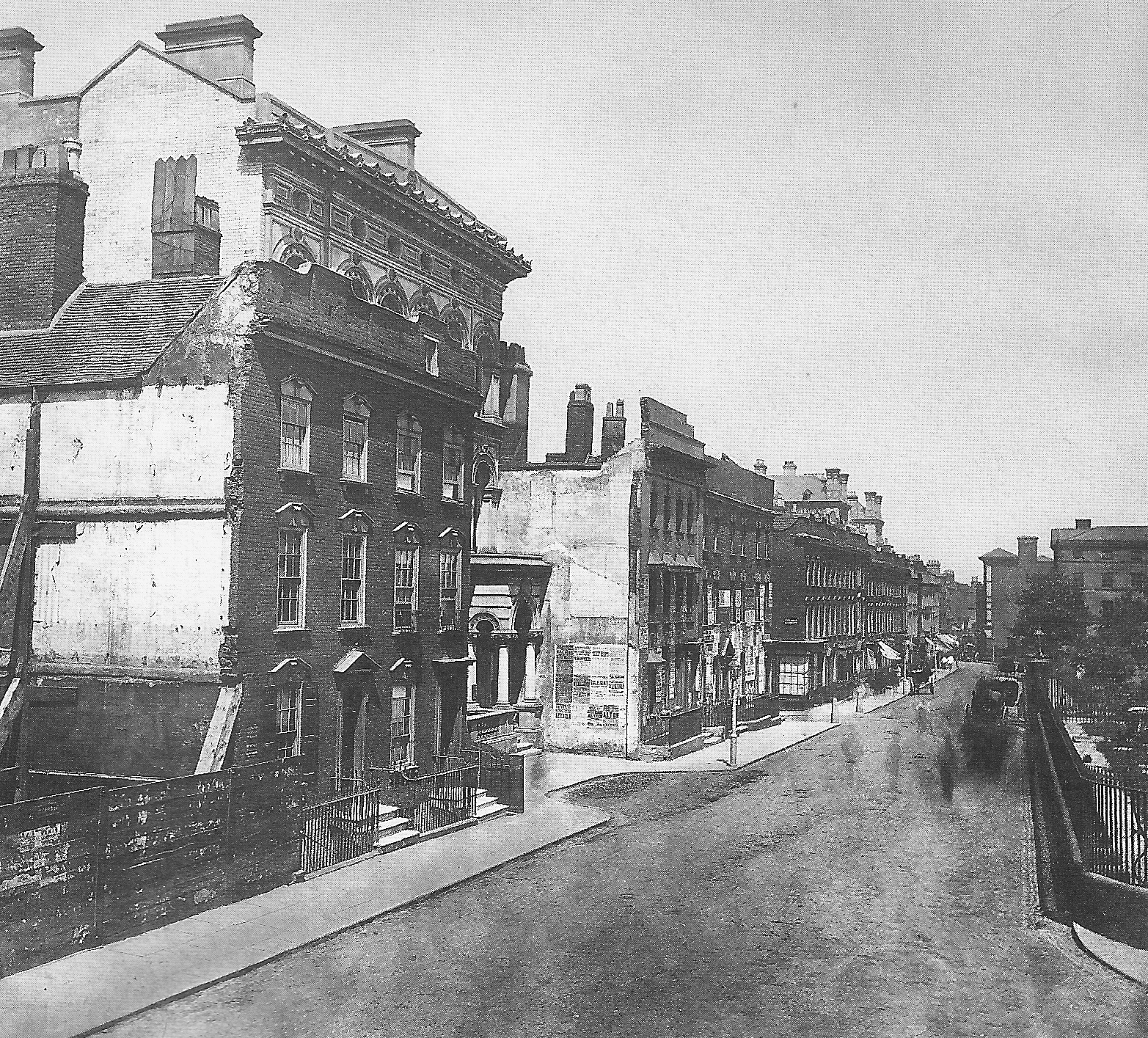
Colmore Row en la década de 1870. Puede verse cómo las casas georgianas originales están siendo sustituidas por edificios de oficinas victorianos.

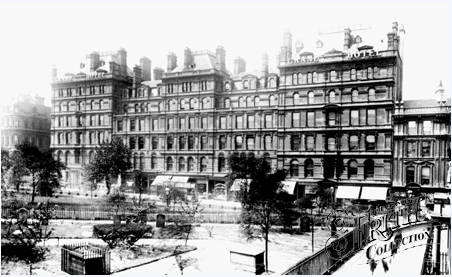
El Grand Hotel en 1896.

Antes de que se urbanizara esta zona de Birmingham en el siglo XVIII, Colmore Row era un camino de campo llamado New Hall Lane, que conectaba las carreteras del centro de la ciudad a Dudley y West Bromwich y separaba las tierras del New Hall Estate al norte de las del Inge Estate al sur. La urbanización del lado sur del camino empezó con la construcción de la Iglesia de San Felipe (actual Catedral de San Felipe) en 1708. En 1746, un Act of Parliament privado permitió la urbanización del New Hall Estate al norte de la calle, y las primeras parcelas fueron alquiladas y urbanizadas a partir de 1747.
La calle se renombró en este momento, pero inicialmente solo se le dio el nombre de Colmore Row al tramo entre Newhall Street y Livery Street (en honor a la familia Colmore, propietaria del New Hall Estate). El tramo entre Newhall Street y New Street se renombró Ann Street, en honor a la cabeza de familia Ann Colmore, mientras que el tramo al norte de Livery Street, llamado originalmente Bull Lane, pasó a llamarse Monmouth Street. El nombre Ann Street desapareció cuando la calle se dividió entre Colmore Row y Victoria Square cuando se creó esta última en 1879 (inicialmente con el nombre de Council House Square).
Los edificios originales de Colmore Row eran las casas georgianas de ladrillo y estuco típicas de finales del siglo XVIII. Los alquileres de 120 años de estas propiedades empezaron a expirar en las décadas de 1840 y 1850, y entre 1869 y 1900 todas ellas fueron sustituidas por los edificios de oficinas tardo-victorianos que todavía hoy dan a la calle su carácter predominante.
Después de la Segunda Guerra Mundial, Colmore Row iba a formar parte del extenso sistema Inner Ring Road proyectado por el ingeniero municipal Herbert Manzoni. Esto habría exigido demoler todos los edificios entre Colmore Row y Waterloo Street, pero fracasó víctima del aumento de los precios del suelo y de la conciencia de conservación en los años setenta. Los proyectos para la calle contemplaban ensancharla a 34 m, con una mediana de 4 metros de anchura. Irónicamente, la posibilidad de una cercana reconstrucción de toda la zona evitó que muchos edificios fueran demolidos para permitir la construcción de nuevos edificios de oficinas, y actualmente Colmore Row y sus alrededores constituyen uno de los conjuntos arquitectónicos del siglo XIX mejor conservados de Birmingham.
En los años ochenta, Barclays Bank propuso un proyecto en el 55-73 Colmore Row. El proyecto implicaba la demolición de todo este edificio protegido excepto las fachadas y el patio de operaciones. La autoridad local de urbanismo pidió mayor conservación de la estructura del edificio, al igual que hizo con otros proyectos en la zona. Los promotores presentaron varias solicitudes para presionar al departamento de urbanismo. Debido a que este no tomó una decisión sobre dos de estas solicitudes en sus plazos correspondientes, el banco llevó el caso a un departamento del gobierno. Barclays y la autoridad local de urbanismo no consiguieron llegar a ningún acuerdo en las negociaciones, que eventualmente se rompieron. El gobierno vio que la conservación de la fachada era satisfactoria ya que permitía el reutilización económica de la parcela. La decisión debilitó al sistema de conservación de la zona, ya que las autoridades nacionales consideraron al edificio objeto de la decisión de menos importancia que las autoridades locales. El uso del fachadismo en el edificio ha sido visto desde entonces como exitoso tras la adición de mansardas que proporcionan superficie adicional.

## Transporte
Además de la estación de ferrocarril de Snow Hill, y el término actual del Midland Metro, Colmore Row también alberga las paradas de autobús del centro de la ciudad AB a AF, que juntas tienen el código IATA ZBC.

## Edificios notables

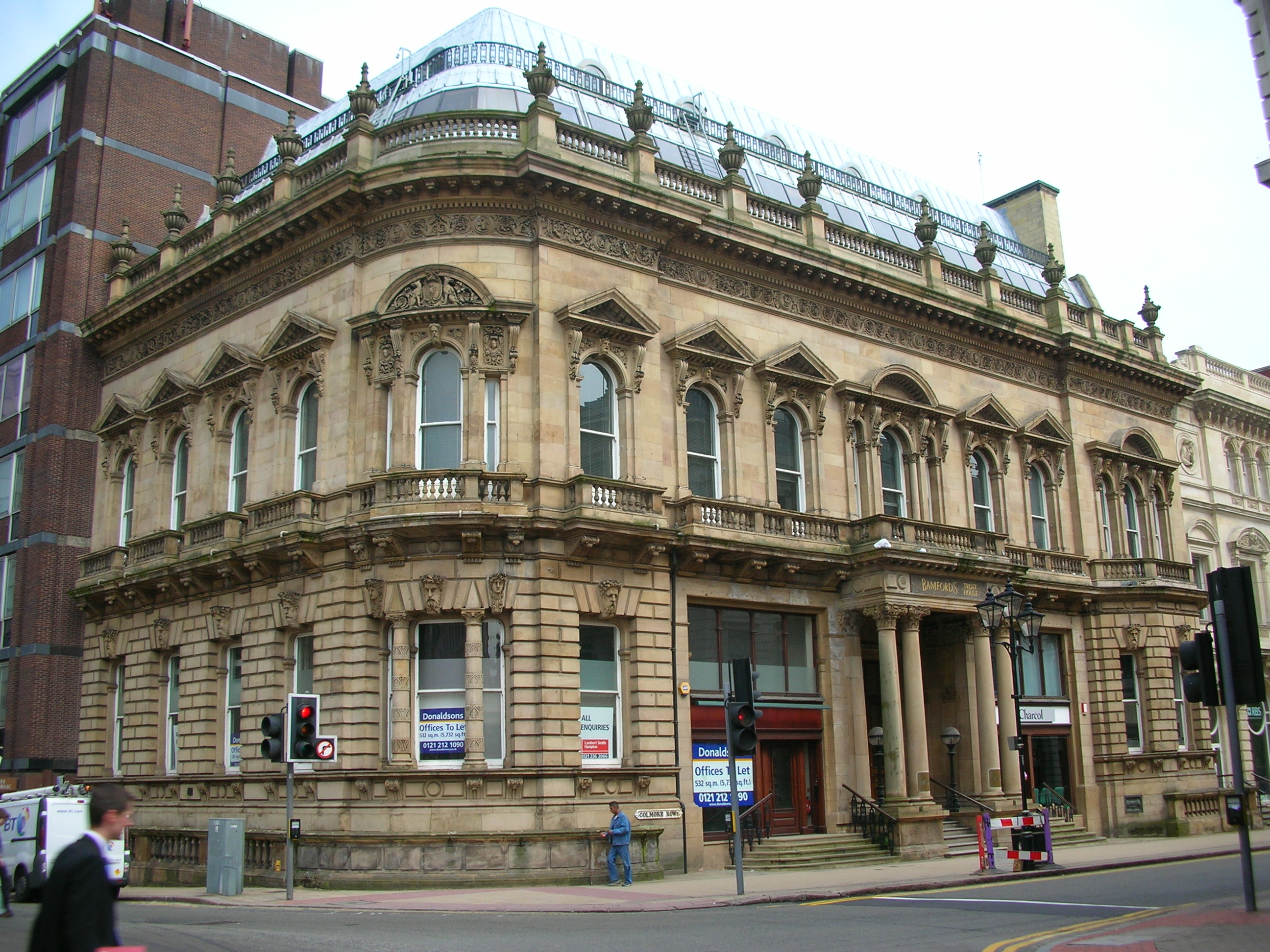
Bamford's Trust House, antiguo The Union Club, 85-89 Colmore Row, en la esquina con Newhall Street.

A continuación hay una lista de edificios notables en Colmore Row de oeste a este:
- 122-124 Colmore Row, antiguas oficinas de Eagle Insurance Company (William Lethaby y Joseph Ball, 1900)[11]
- 114-116 Colmore Row, antiguas oficinas de Atlas Assurance (Paul Waterhouse, 1912)[12]
- 110 Colmore Row, antiguas oficinas de National Insurance Co. (Henman & Cooper, 1903)[13]
- National Westminster House (John Madin, 1974)
- 85 Colmore Row, antiguo Union Club (Yeoville Thomason, 1869)[14]
- Catedral de San Felipe (Thomas Archer, 1725)[15]
- Grand Hotel, (Thomson Plevins, 1875)
- Great Western Arcade (W. H. Ward, 1876)[16]
- Colmore Gate (Seymour Harris Partnership, 1992)
- Estación de ferrocarril de Snow Hill (Seymour Harris Partnership, 1987)